# Санси
„Санси“ е бледо жълт, прозрачен диамант, с тежест 55,23 карата (11,046 грама), вероятно от индийски произход.
Известната история на Санси започва около 1570 г. в Константинопол, когато бил закупен от Николас Харле, синьор Де Санси – популярна фигура от френския кралски двор и по-късно френски посланик в Османската империя.
Френският крал Анри III страдал от преждевременна плешивина и се опитвал да скрие този факт, като носел шапка. Тъй като по това време идвала модата на диамантите, Анри направил постъпки пред Санси да вземе под наем диаманта му, за да краси шапката си. За това имало и друга, по-практична причина – да обезпечи финансовото положение на армията си. Легендата разказва, че преносителите на диаманта никога не достигали местоназначението си, но Де Санси (тогава суперинтендант на финансите) бил убеден в лоялността на пратеника си. Затова когато до него дошла новината, че диамантът не бил пристигнал при краля, поръчал разследване и разбрал, че довереникът му е убит и ограбен. При аутопсията на тялото обаче камъкът бил открит в стомаха на верния пратеник.
По-късно, около 1605 г., Де Санси продал диаманта на Джеймс I Стюарт (наследника на кралица Елизабет) и се счита, че камъкът получил името на дотогавашния си собственик при записването му в английската кралска съкровищница. Санси остава в Англия до 1669 г., когато за кратко бил притежание на Чарлс I, крал на Англия, Шотландия и Ирландия, и после на третия му син Джеймс II. След опустошителна загуба, Джеймс потърсил закрила при френския крал Луи XIV, капризен домакин, който скоро се отегчил от госта си. При изгледите за пълна мизерия, Джеймс нямал избор, освен да продаде Санси на кардинал Мазарини за сумата от 25 000 лири. Кардиналът завещал диаманта на краля. Така Санси останал във Франция, но по време на Революцията разбойници нападнали кралската съкровищница и той изчезнал от там заедно с други скъпоценности, като диаманта Регент и диаманта Хоуп.
От този момент следите на Санси се губят до 1828 г., когато бил закупен от принц Демидов за 80 000 лири. Останал притежание на фамилията Демидов до 1865 г., когато бил продаден на индийския принц сър Джамсетджий Джийджийбхой (Jamsetjee Jeejeebhoy), за сумата от 100 000 лири. Той на свой ред го продал година по-късно. През 1867 г. Санси се появява на Парижкото изложение с етикет за цена от 1 млн. франка.
След изложението съдбата му е неизвестна 40 години. Следващата му поява е през 1906 г., когато бил закупен от Уилям Уолдорф Астор, първи виконт Астор. Бил притежание на известната фамилия Астор в продължение на 72 години, докато четвъртият виконт Астор го продава на парижкия музей Лувър за сумата от 1 млн. долара през 1978 г. Санси днес се намира в Аполоновата галерия в компанията на диамантите Регент и Хортензия.